# حديقة بحيرات واترتون الوطنية

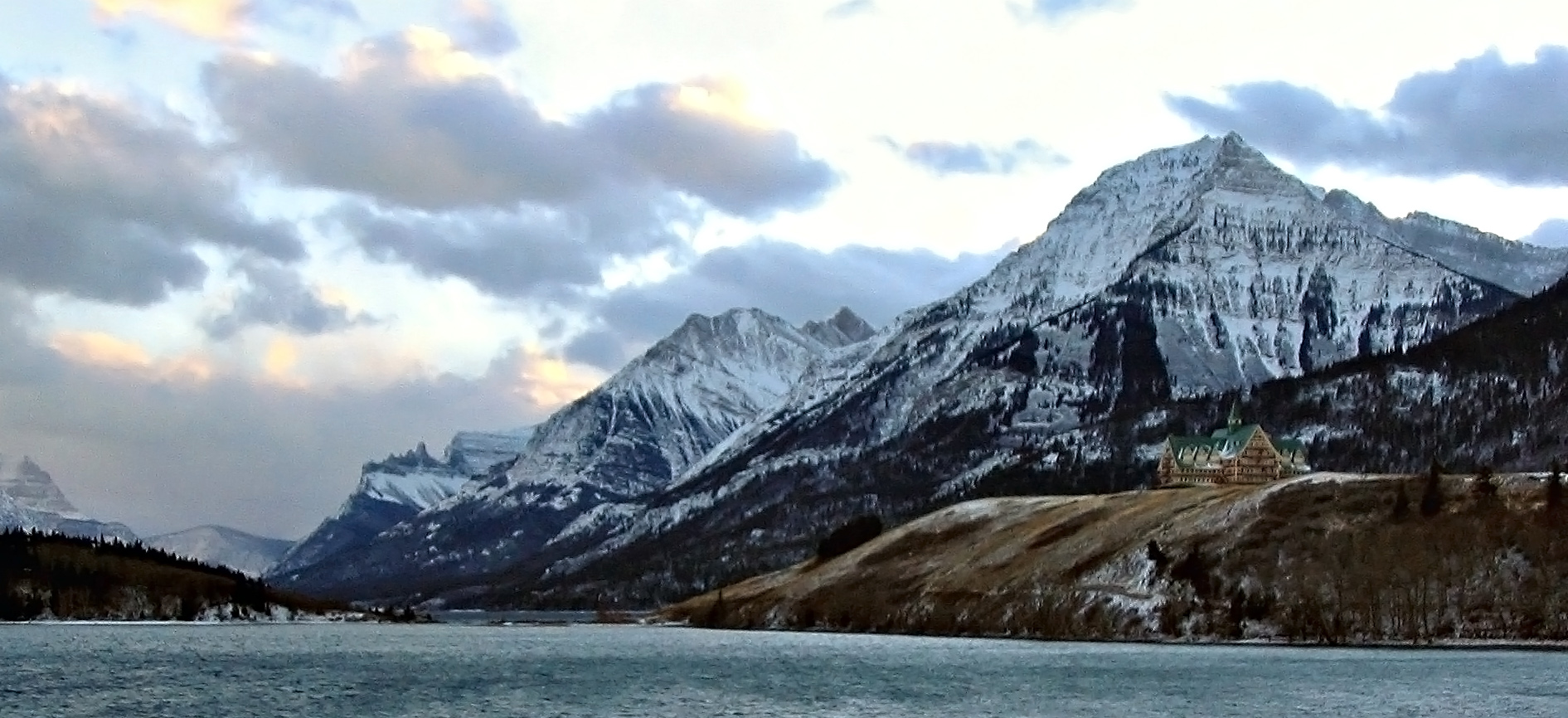
الجانب العلويُّ من بحيرة واترتون.

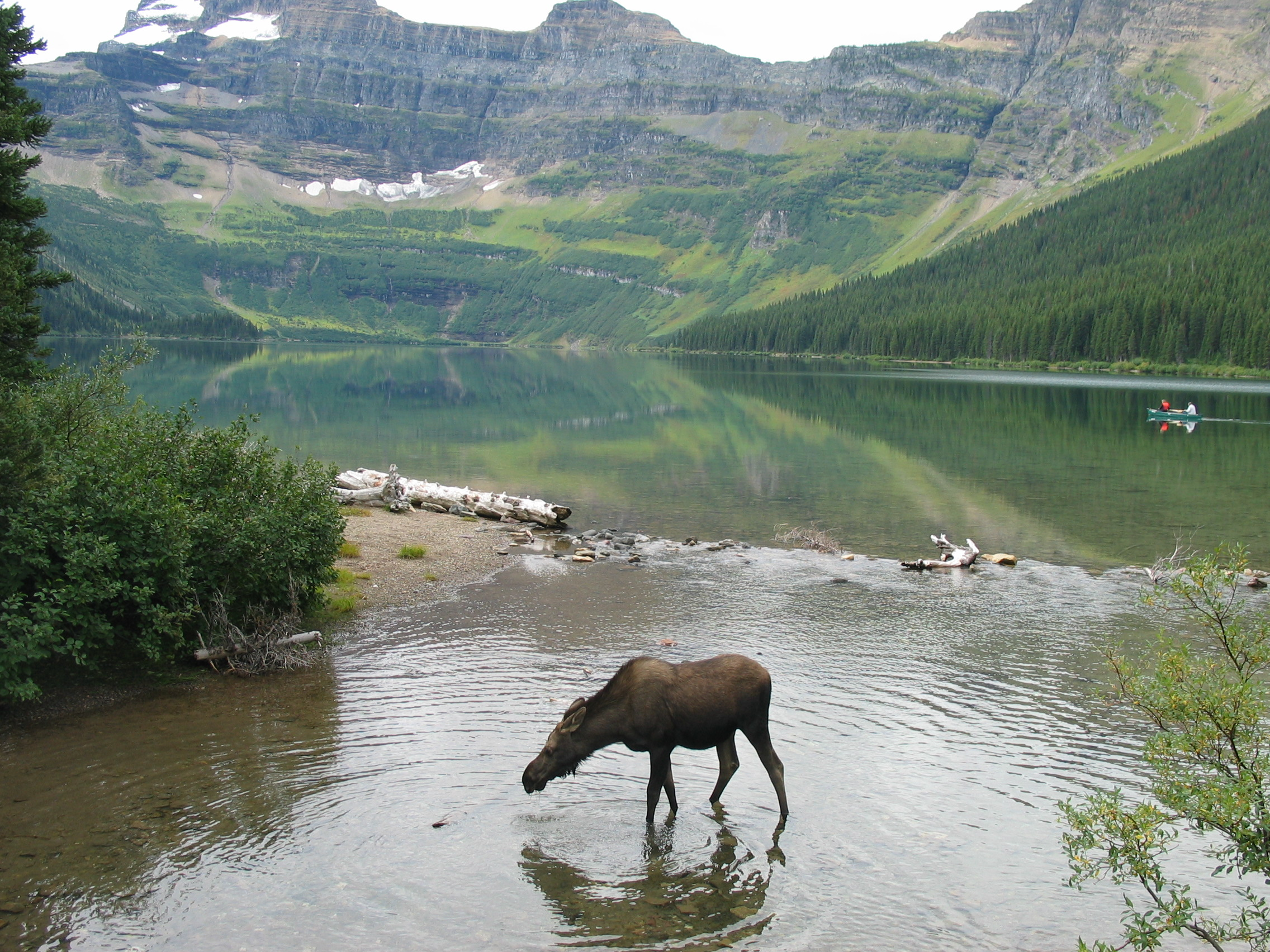
موظ يَرتوي عند بحيرة كاميرون.

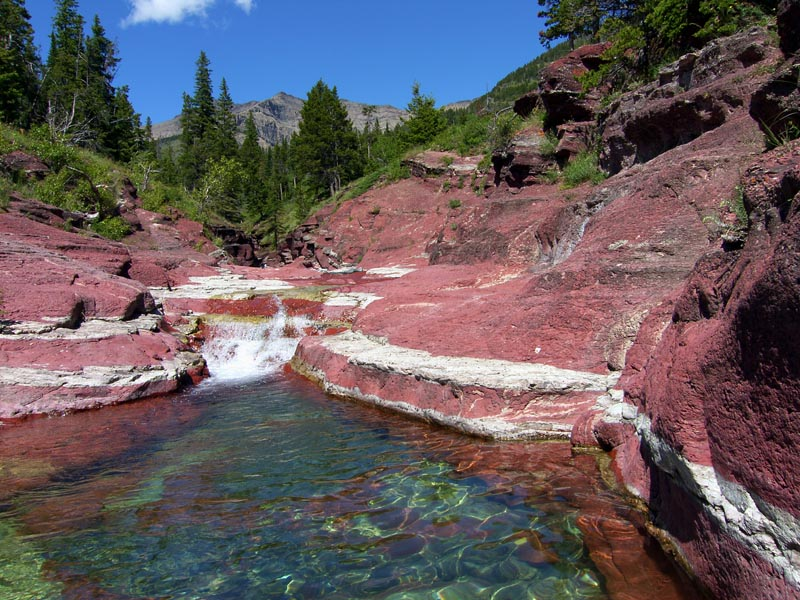
أخدود الصخرة الحمراء.

حديقة بحيرات واترتون الوطنيَّة هيَ حديقة وطنية تقع عند الزاوية الجنوبية الغربية لولاية ألبرتا الكنديَّة، وعند حدود حديقة نهر الجليد الوطنيَّة في ولاية مونتانا الأمريكيَّة. كانت حديقة بحيرات واترون رابعَ حديقة وطنيَّة تنشأ في كندا، إذ أنها أسست في عام 1895، وأطلق عليها اسمها نسبة إلى بحيرة واترتون (والتي حازت اسمها - بدورها - نسبة إلى عالم الطبيعة الفكتوريّ تشارلز واترتون). وتبلغ مساحة هذه الحديقة حوالي 505 كيلومترات مربَّعة، تمتد عبرَ برية واسعة من الجبال الوعرة.
تُشتمل حديقة بحيرات واترتون الوطنيَّة ضمن إدارة وكالة حدائق كندا، وهي تفتح أبوابها طوال العام، على الرغم من أن الموسم السياحي الرئيسي فيها يكون خلال شهري يوليو وأغسطس فقط. ولا توجد محال تجاريَّة في الحديقة سوى بجوار قرية واترتون. يتراوح ارتفاع هذه المنطقة عن مستوى البحر بين 1,290 متراً عند القرية و2,910 أمتار عند قمة بلاكستون، وقد بلغ عدد زوَّار الحديقة 367,500 عام 2004.

## التاريخ

### الملجأ الطبيعي
صُنفت حديقة بحيرات واترتون الوطنيَّة وجارتها حديقة النهر الجليدي في عام 1979 كملجأين طبيعيَّين، يأويان الأنظمة البيئية في الجبال والسهول والبحيرات والأراضي الرطبة. ومن المواطن الطبيعيَّة التي شملتها منطقة الحديقة آنذاك المروج العشبيَّة وغابات الحور والأيكة والغابات شبه الألبينيَّة والنفضيَّة والصنوبريَّة ومروج التندرا الألبينيَّة.

### موقع التراث العالميّ
حديقة بحيرات واترتون هيَ جزء من اتحاد "حديقة سلام واترتون-المثلجة الدولية"، التي صنفت كموقع تراث عالمي في عام 1995، وذلك لمناخها المتميز ووضعها الفيزيوجغرافي وتعدديتها البيئيَّة السهلية الجبلية، بالإضافة إلى تنوع الكائنات البرية فيها من حيوانات ونباتات.

## صور إضافيَّة

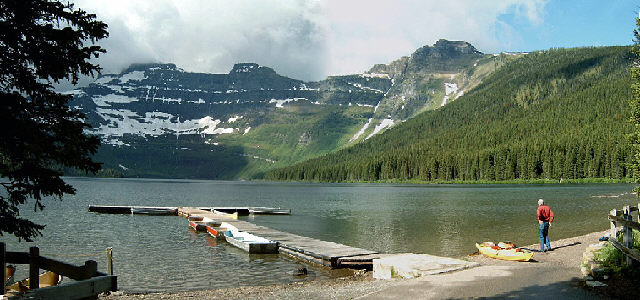
بحيرة كاميرون
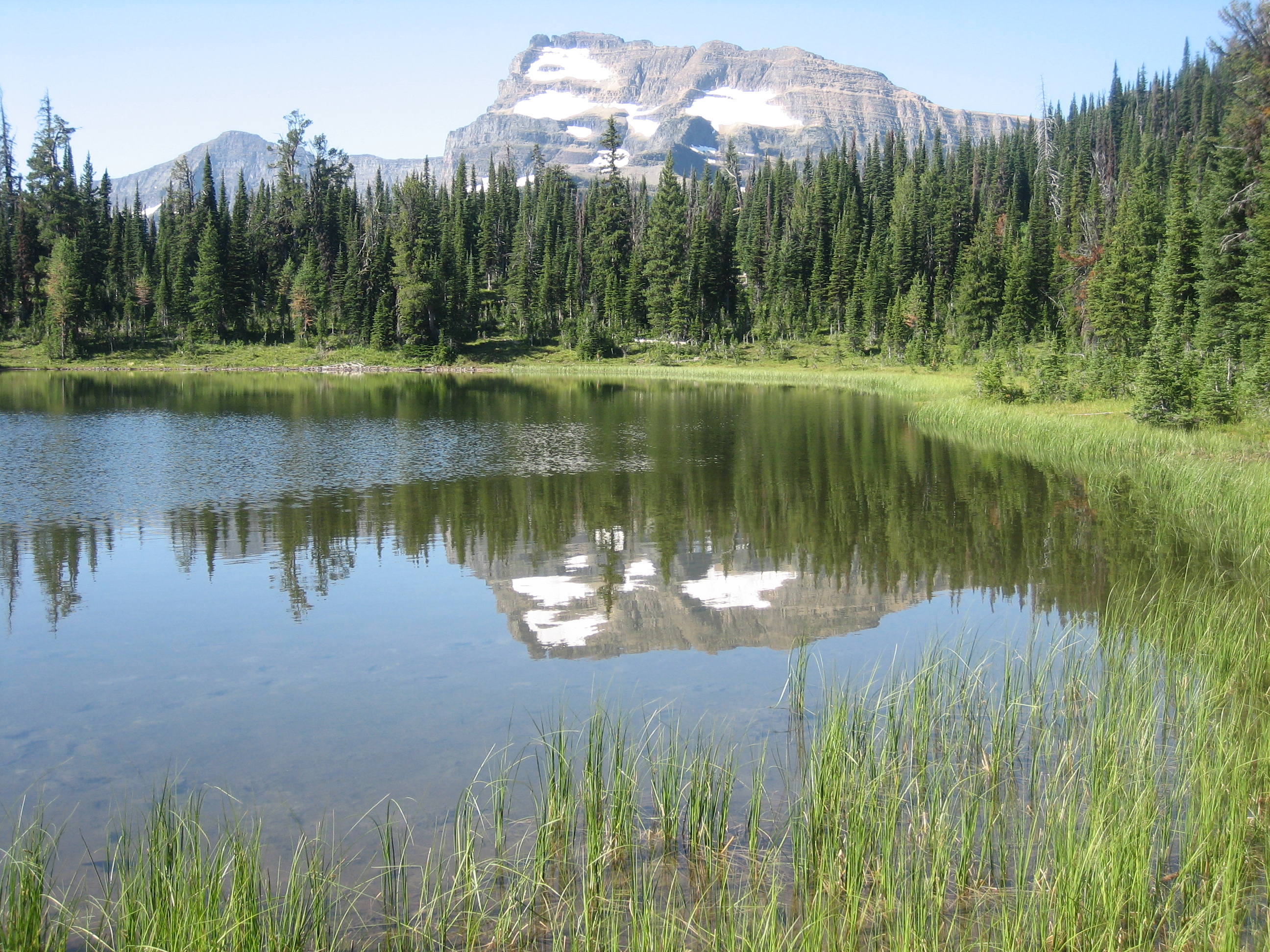
بحيرة سميت
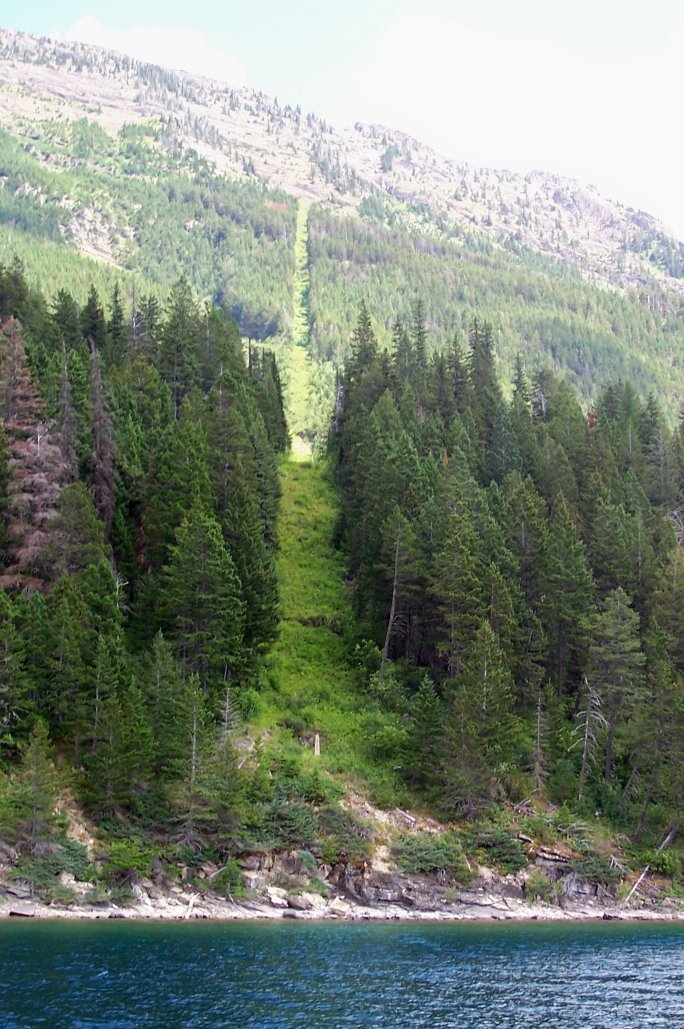
جانب من بحيرة واترتون
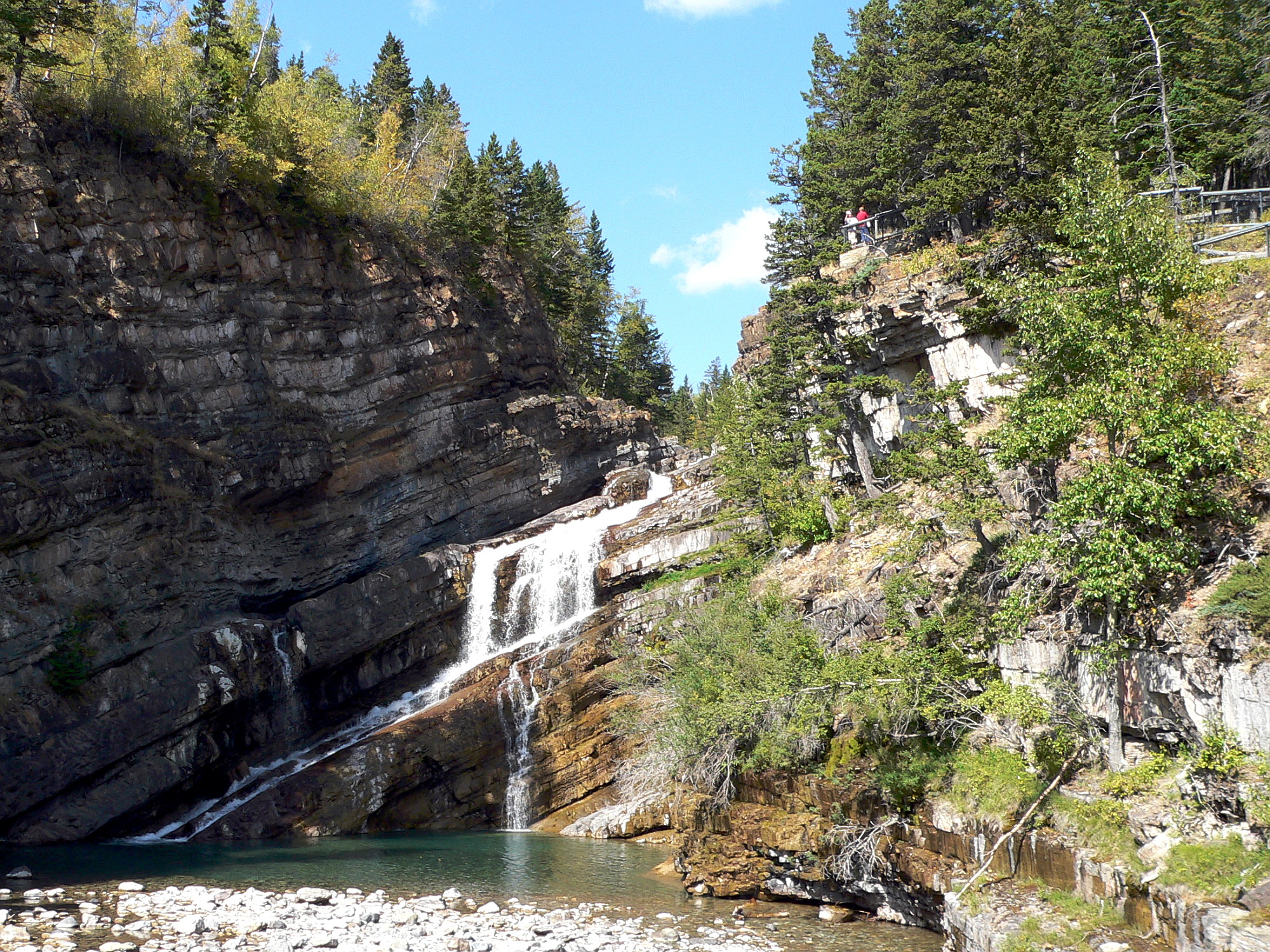
شلالات كاميرون
- ساحل قرية واترتون الجنوبي
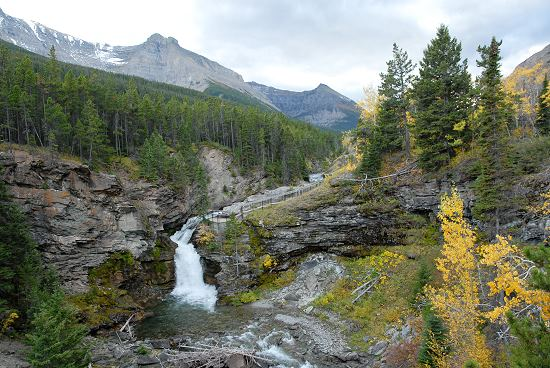
شلالات بلاكستون